# 대니얼 오파레이
대니얼 타위아 오파레이(영어: Daniel Tawiah Opare ɒ'pæ'reɪ[*], 1990년 10월 18일, 아크라 ~)는 가나의 프로 축구 선수로, 가나 국가대표팀에서 라이트 백으로 활약했다.

## 클럽 경력
2007년 11월, 월드 사커 매거진이 선정한 지구상 가장 인상적인 십대 50인 중에 한명으로 꼽힌 젊고 투쟁적인 라이트 백인 오파레이는 가나 U-17 국가대표팀 (검은 신성들) 이 참가한 2007년 FIFA U-17 월드컵에서 놀라운 주력과 정밀한 크로스를 사용한 것으로 찬사를 받았다.
2010년 7월 3일, 오파레이는 스탕다르 리에주와 계약하기 위해 레알 마드리드 카스티야를 떠났고, 이는 자신의 에이전트사인 NVA 엔터테인먼트와 협상이 되었었다.
2014년 5월 20일, 2014년 FIFA 월드컵을 앞두고, 오파레이가 스탕다르 리에주에서 성공적인 4시즌을 보낸 후, 전 챔피언스리그 우승팀 포르투와 계약했다고 발표가 나왔다.

## 국가대표팀 경력

### 2007년 FIFA U-17 월드컵
전향된 미드필더이자 재능 있는 측면 수비수로, 오파레는 검은 신성들 (The Black Starlets)의 공격 및 오버래핑을 시도했고 공격수인 랜스퍼드 오세이와 새디크 애덤스에게 넓은 지역에서 정확한 크로스로 공을 배급하는데 책임졌다. 후방에서도 그는 안정적이고 차분했다. 그는 2007년 3월에 토고에서 열린 2007년 CAF U-17 축구 선수권 대회에서 다수의 골을 어시스트하였고, 이어서 열린 U-17 월드컵에서도 가나가 참가한 7경기에 모두 출전했다.

### 2009년 FIFA U-20 월드컵
2009년 9월, 오파레이는 이집트에서 열린 2009년 FIFA U-20 월드컵을 앞두고 가나 U-20 국가대표팀 (검은 위성) 에 발탁되었고, 오파레이는 가나가 2009년 10월 16일, 카이로 국제경기장에서 열린 브라질 U-20 국가대표팀과의 결승전에서 승리하고, 가나가 대회 첫 우승을 거두는데 도움을 주었다.

### 가나 성인 국가대표팀
2007년 11월 11일 일요일, 아크라 오헤네 잔 경기장에서 열린 토고 U-17 국가대표팀과의 친선전 경기에서 랜스퍼드 오세이가 해트트릭을 완성하는데 필요한 어시스트를 배급하는 등 또다시 우수한 활약을 펼치면서, 그는 17번째 생일로부터 3주 후인 2007년 11월 13일에 클로드 르 로이 가나 국가대표팀 감독의 부름을 받아 같은 경기장에서 열릴 토고와의 친선경기를 앞두고 처음으로 성인 국가대표팀에 차출되었다.

#### 2008년 아프리카 네이션스컵
U-17 월드컵의 스타들은 2008년 아프리카 네이션스컵을 앞두고 가나 국가대표팀에 차출되었다. 그러나, 2008년 1월 10일, 가나의 팀 의료진 마틴 엥만은 언론에게 젊은이는 발목 부상으로부터 회복되지 않았다고 언론에게 밝혔고, 그는 대회 전 두바이의 예벨 알리 호텔 리조트 앤 스파의 훈련 캠프에서 당한 것으로 보여졌으며, 부상당한 팀동료 매슈 아모아와 주장 스티븐 아피아와 함께 명단에서 제외되었다.

#### 2012년 아프리카 네이션스컵
2011년 12월, 오파레이는 2012년 아프리카 네이션스컵을 앞두고 차출된 가나의 25인 예비 엔트리에 포함되었고, 2012년 1월에는 대회에 참가할 23인 최종 엔트리에 이름을 올렸다.
오파레이는 당시 가나 국가대표팀 감독이었던 고란 스테파노비치 감독으로부터 기회를 받지 못하였고, 가나가 2012년 아프리카 네이션스컵에 참가했던 6번의 경기 중 단 한번도 출전하지 못하였다.

## 경력 통계
2014년 5월 18일 기준
| 클럽            | 시즌      | 리그 | 리그 | 컵   | 컵 | 아프리카 | 아프리카 | 슈퍼컵           | 슈퍼컵           | 컨페더레이션스컵 | 컨페더레이션스컵 | 기타1 | 기타1 | 합계 | 합계 | 합계          | 합계       |
| 클럽            | 시즌      | 출장 | 골   | 출장 | 골 | 출장     | 골       | 출장             | 골               | 출장             | 골               | 출장  | 골    | 출장 | 골   | A yellow card | A red card |
| --------------- | --------- | ---- | ---- | ---- | -- | -------- | -------- | ---------------- | ---------------- | ---------------- | ---------------- | ----- | ----- | ---- | ---- | ------------- | ---------- |
| 아샨티 골드     | 2006–2007 | 13   | 4    | 0    | 0  | 0        | 0        | 0                | 0                | 0                | 0                | 0     | 0     | 13   | 4    | 0             | 0          |
| 합계            | 합계      | 13   | 4    | 0    | 0  | 0        | 0        | 0                | 0                | 0                | 0                | 0     | 0     | 13   | 4    | 0             | 0          |
| 클럽            | 시즌      | 리그 | 리그 | 컵   | 컵 | 아프리카 | 아프리카 | 컨페더레이션스컵 | 컨페더레이션스컵 | 컨페더레이션스컵 | 컨페더레이션스컵 | 기타1 | 기타1 | 합계 | 합계 | 합계          | 합계       |
| 클럽            | 시즌      | 출장 | 골   | 출장 | 골 | 출장     | 골       | 출장             | 출장             | 골               | 골               | 출장  | 골    | 출장 | 골   | A yellow card | A red card |
| 스팍시앵        | 2007–2008 | 21   | 6    | 0    | 0  | 0        | 0        | —                | —                | —                | —                | 0     | 0     | 21   | 6    | 0             | 0          |
| 합계            | 합계      | 21   | 6    | 0    | 0  | 0        | 0        | —                | —                | —                | —                | 0     | 0     | 21   | 6    | 0             | 0          |
| 클럽            | 시즌      | 리그 | 리그 | 컵   | 컵 | 유럽     | 유럽     | 유로파           | 유로파           | 유로파           | 유로파           | 기타1 | 기타1 | 합계 | 합계 | 합계          | 합계       |
| 클럽            | 시즌      | 출장 | 골   | 출장 | 골 | 출장     | 골       | 출장             | 골               | 출장             | 골               | 출장  | 골    | 출장 | 골   | A yellow card | A red card |
| RM 카스티야     | 2008–2009 | 5    | 0    | 0    | 0  | 0        | 0        | 0                | 0                | 0                | 0                | 0     | 0     | 5    | 0    | 0             | 0          |
| RM 카스티야     | 2009–2010 | 1    | 0    | 0    | 0  | 0        | 0        | 0                | 0                | 0                | 0                | 0     | 0     | 1    | 0    | 0             | 0          |
| 합계            | 합계      | 6    | 0    | 0    | 0  | 0        | 0        | 0                | 0                | 0                | 0                | 0     | 0     | 6    | 0    | 0             | 0          |
| 클럽            | 시즌      | 리그 | 리그 | 컵   | 컵 | 유럽     | 유럽     | 슈퍼컵           | 슈퍼컵           | 유로파리그       | 유로파리그       | 기타1 | 기타1 | 합계 | 합계 | 합계          | 합계       |
| 클럽            | 시즌      | 출장 | 골   | 출장 | 골 | 출장     | 골       | 출장             | 골               | 출장             | 골               | 출장  | 골    | 출장 | 골   | A yellow card | A red card |
| 스탕다르 리에주 | 2010–2011 | 33   | 0    | 6    | 1  | 0        | 0        | 0                | 0                | 0                | 0                | 0     | 0     | 39   | 1    | 9             | 1          |
| 스탕다르 리에주 | 2011–2012 | 16   | 0    | 2    | 0  | 2        | 0        | 1                | 0                | 6                | 0                | 0     | 0     | 27   | 0    | 6             | 0          |
| 스탕다르 리에주 | 2012–2013 | 13   | 0    | 1    | 0  | 0        | 0        | 0                | 0                | 0                | 0                | 0     | 0     | 13   | 0    | 2             | 0          |
| 스탕다르 리에주 | 2013–2014 | 28   | 0    | 1    | 0  | 0        | 0        | 0                | 0                | 8                | 0                | 0     | 0     | 37   | 0    | 7             | 1          |
| 합계            | 합계      | 88   | 0    | 10   | 1  | 2        | 0        | 1                | 0                | 14               | 0                | 0     | 0     | 116  | 1    | 24            | 2          |
| 클럽            | 시즌      | 리그 | 리그 | 컵   | 컵 | 유럽     | 유럽     | 슈퍼컵           | 슈퍼컵           | 유로파리그       | 유로파리그       | 기타1 | 기타1 | 합계 | 합계 | 합계          | 합계       |
| 클럽            | 시즌      | 출장 | 골   | 출장 | 골 | 출장     | 골       | 출장             | 골               | 출장             | 골               | 출장  | 골    | 출장 | 골   | A yellow card | A red card |
| 포르투          | 2014–2015 | 0    | 0    | 0    | 0  | 0        | 0        | 0                | 0                | 0                | 0                | 0     | 0     | 0    | 0    | 0             | 0          |
| 합계            | 합계      | 0    | 0    | 0    | 0  | 0        | 0        | 0                | 0                | 0                | 0                | 0     | 0     | 0    | 0    | 0             | 0          |

1CAF 슈퍼컵, 타사 다 리가 등의 다른 주요 대회 포함.

### 국가대표팀
2014년 3월 5일 기준
| 국가대표팀 | 연도 | 출장 | 골 |
| ---------- | ---- | ---- | -- |
| 가나       | 2011 | 7    | 0  |
| 가나       | 2012 | 3    | 0  |
| 가나       | 2013 | 5    | 0  |
| 가나       | 2014 | 1    | 0  |
| 합계       | 합계 | 16   | 0  |

## 수상

### 클럽
스팍시앵
- CAF 컨페더레이션스컵: 2008
- CAF 슈퍼컵 준우승: 2008

스탕다르 리에주
- 벨기에 컵: 2011
- 벨기에 슈퍼컵 준우승: 2011
- 벨기에 프로 리그 준우승: 2013-14

### 국가대표팀
오파레이는 2007년 FIFA U-17 월드컵에 참가한 최고의 수비수로 손꼽혔다.
 가나 U-20
- FIFA U-20 월드컵: 2009